# Хазм
Хазм (англ. Hazm, араб. حزم) — поселення в Сирії, що складає невеличку друзьку общину в нохії Ас-Сура-ас-Сахіра, яка входить до складу мінтаки Шахба в південній сирійській мухафазі Ас-Сувейда.